# MNX1
MNX1‏ (Motor neuron and pancreas homeobox 1) هوَ بروتين يُشَفر بواسطة جين MNX1 في الإنسان.